# رابر
رابر هي مدينة جبلية وباردة تقع في محافظة كرمان في إيران. تقع هذه المدينة على المنحدر الجنوبي لجبل شاه ومن هذه المدينة منبع نهر خليل جيروفت. يقدر عدد سكانها بـ 12,386 نسمة .